# 어벤저 5
어벤저 5(Kickboxer 5)는 미국에서 제작된 크리스틴 피터슨 감독의 1994년 액션, 드라마, 스릴러 영화이다. 마크 다카스코스 등이 주연으로 출연하였고 마이클 S. 머피 등이 제작에 참여하였다. 출시명은 어벤져 5이다.

## 출연

### 주연
- 마크 다카스코스
- 제임스 라이언
- 조프 미드

### 조연
- 토니 카프라리
- 그렉 래터
- 로버트 화이트헤드

## 제작진
- 라인프로듀서: 마이클 L. 게임즈
- 의상: 조 카사라스
- 배역: 마리나 밴 톤더